# Gastroboletus boedijnii
Gastroboletus boedijnii är en svampart som beskrevs av Lohwag 1926. Gastroboletus boedijnii ingår i släktet Gastroboletus och familjen Boletaceae.   Inga underarter finns listade i Catalogue of Life.